# دکستر (اجتماع)، ویسکانسین
دکستر (به انگلیسی: Dexter) یک منطقهٔ مسکونی در ایالات متحده آمریکا است که در شهرستان فوند دو لک، ویسکانسین واقع شده‌است. دکستر ۲۳۷٫۱۴ متر بالاتر از سطح دریا واقع شده‌است.